# Alleanza Patriottica per il Riorientamento e la Costruzione

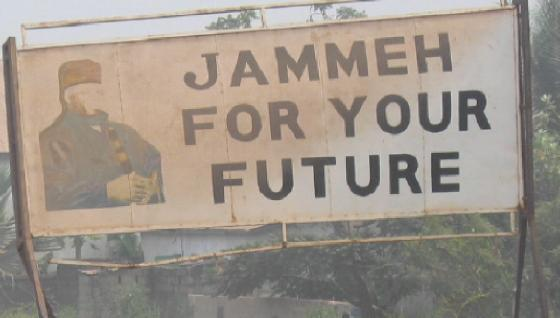
Manifesto di propaganda del partito, in foto il leader e presidente Yahya Jammeh con la frase in inglese "Jammeh per il tuo/vostro futuro".

L'Alleanza Patriottica per la Costruzione e l'Orientamento (in inglese Alliance for Patriotic Reorientation and Construction, APRC) è un partito politico del Gambia, fondato dagli ufficiali dell'esercito nazionale in seguito al colpo di Stato del 1994. Compito del partito è stato sin dalla fondazione di supportare il leader dell'esercito e successivamente Presidente del Gambia, Yahya Jammeh, eletto nel 1996 e in carica fino al gennaio 2017.
Jammeh nel 2001 ha conquistato la vittoria con il 52,8% dei voti popolari e in seguito alle elezioni parlamentari del 2002, il partito ha conquistato 45 seggi su 48.
Nel 2006 il presidente uscente Jammeh è stato ricandidato alle elezioni presidenziali, ottenendo una larga affermazione con il 67,3% dei voti conquistati. Nelle successive elezioni parlamentari (2007) il partito ha mantenuto la maggioranza assoluta dei seggi, perdendo però tre seggi rispetto alle elezioni di cinque anni prima, e passando quindi da 45 a 42 deputati. Appartengono inoltre all'APRC anche i 5 parlamentari di nomina presidenziale.
Il 1º dicembre 2016 il capo del partito e presidente del Paese Jammeh non è stato riconfermato alle elezioni presidenziali dopo 22 anni di governo autoritario, cedendo il potere al candidato dell'opposizione Adama Barrow.

## Cariche del partito

### Leader
- Yahya Jammeh (1996-2017)
- Fabakary Jatta (2017-in carica)